# Burrillia acori
Burrillia acori är en svampart som beskrevs av Dearn. 1939. Burrillia acori ingår i släktet Burrillia och familjen Doassansiaceae.   Inga underarter finns listade i Catalogue of Life.